# 李正茂 (明末清初)
李正茂，字生周，山西平陽府洪洞人，明末清初政治人物。崇禎壬午賜特用出身。

## 生平
崇禎六年（1633年）中舉人，登十三年庚辰特用出身，官沛縣知縣、崇祯十七年遷上元知縣。弘光元年以應天府府丞權应天府尹事。
乙酉國變，南京陷落後，李正茂投诚清朝，任江宁府知府。顺治五年（1648年）接替陈哲任邵武府知府一职，顺治七年(1650年)由孟凌云接任。